# Lijst van Nederlandse kampioenen triatlon op de olympische afstand
Dit is een lijst van Nederlandse kampioenen triatlon op de olympische afstand. Het nationale kampioenschap op deze afstand (1,5 km zwemmen, 40 km fietsen en 10 km hardlopen) wordt georganiseerd sinds 1986. De eerste editie werd gehouden in het Zeeuwse Kamperland. Aan de wedstrijden doen soms ook buitenlandse triatleten mee, maar die komen niet in aanmerking voor de medailles.

## Mannen
2022 in Rotterdam
1. Jorik van Egdom 1:53.02
2. Joran Driesen 1:53:13
3. Victor Goené 1:53.47

2021 in Rotterdam
1. Jorik van Egdom 1:48.34
2. Ian Pennekamp 1:50:10
3. Joey van 't Verlaat 1:51.03

2019 in Veenendaal
1. Menno Koolhaas 1:46.27
2. Youri Keulen 1:46:56
3. Joey van 't Verlaat 1:47.54

2018 in Veenendaal
1. Jorik van Egdom 1:45.32
2. Marco Akershoek 1:46:54
3. Jardy van den Heuvel 1:48:51

2017 in Amsterdam
1. Jorik van Egdom 1:51.02
2. Donald Hillebregt 1:51.46
3. Menno Koolhaas 1:51.51

2016 in Amsterdam
1. Menno Koolhaas 1:50.58
2. Frank Heestermans 1:52.26
3. Donald Hillebregt 1:52.39

2015 in Weert
1. Marco van der Stel 1:53.50
2. Martijn Dekker 1:50.23
3. Marco Akershoek 1:55.10

2014 in Weert
1. Youri Severin 1:50.14
2. Martijn Dekker 1:50.23
3. Evert Scheltinga 1:50.34

2013 in Veenendaal
1. Bas Diederen 1:46.12
2. Marco van der Stel 1:46.46
3. Evert Scheltinga 1:47.06

2012 in Veenendaal
1. Bas Diederen 1:51.16
2. Edo van der Meer 1:52.32
3. Youri Severin 1:53.07

2011 in Amsterdam
1. Bas Diederen 1:57.23
2. Youri Severin 1:58.03
3. Martijn Dekker 1:58.19

2010 in Holten
1. Stephan van Thiel 2:01.10
2. Sander Berk 2:01.14
3. Bas Diederen 2:02.24

2009 in Stein
1. Bas Diederen 1:52.26
2. Sander Berk 1:52.38
3. Edo van der Meer 1:53.10

2008 in Stein
1. Sander Berk 1:54.22
2. Luc van Es 1:55.11
3. Youri Severin 1:55.57

2007 in Stein
1. Bas Diederen 1:52.30
2. Youri Severin 1:53.45
3. Luc van Es 1:53.58

2006 in Stein
1. Bas Diederen 1:51.46
2. Sander Berk 1:52.07
3. Raymond Lotz 1:52.22

2005 in Stein
1. Bas Diederen 2:00.19
2. Sander Berk 2:00.22
3. Dennis Looze 2:01.34

2004 in Zundert
1. Dennis Looze 1:46.06
2. Sander Berk 1:47.10
3. Eric van der Linden 1:48.27

2003 in Zundert
1. Sander Berk 1:52.32
2. Dennis Looze 1:53.17
3. Bas Diederen 1:53.36

2002 in Zundert
1. Raymond Lotz 1:46.06
2. Huib Rost 1:47.17
3. Eric van der Linden 1:47.49

2001 in Holten
1. Eric van der Linden 1:49.20
2. Raymond Lotz 1:50.24
3. Sander Berk 1:51.34

2000 in Holten
1. Eric van der Linden 1:49.18
2. Dennis Looze 1:50.38
3. Huib Rost 1:51.34

1999 in Holten
1. Dennis Looze 1:50.10
2. Casper van den Burgh 1:50.58
3. Guido Gosselink 1:51.26

1998 in Roermond
1. Rob Barel 1:44.14
2. Peter-Johan Dillo 1:46.09
3. Huib Rost 1:46.24

1997 in Roermond
1. Ralph Zeetsen 1:44.40
2. Eric van der Linden 1:45.10
3. Rob Barel 1:46.00

1996 in Roermond
1. Dennis Looze 1:46:29
2. Rob Barel 1:47:38
3. Eric van der Linden 1:47.45

1995 in Nuenen
1. Dennis Looze 1:52.29
2. Jan van der Marel 1:53.40
3. John Aalbers 1:54.06

1994 in Asten
1. Rob Barel 1:46.13
2. Eimert Venderbosch 1:46.20
3. Dennis Looze 1:46.24

1993 in Ammerstol
1. Eimert Venderbosch 1:46.00
2. Pim van den Bos 1:46.59
3. Jan van der Marel 1:47.11

1992 in Oisterwijk
1. Pim van den Bos 1:48.13
2. Jos Everts 1:48.15
3. Erwin de Bruijn 1:48.53

1991 in Dirksland
1. Pim van den Bos 1:45.57
2. Jan van der Marel 1:46.20
3. Eimert Venderbosch 1:46.27

1990 in Veenendaal
1. Rob Barel 1:50.58
2. Pim van den Bos 1:51.15
3. Jan van der Marel 1:51.16

1989 in Spierdijk
1. Rob Barel 2:01.02
2. Axel Koenders 2:01.20
3. Pim van den Bos 2:01.40

1988 in Laren
1. Rob Barel 1:51.08
2. Axel Koenders 1:52.50
3. Henri Kiens 1:53.47

1987
- Geen kampioenschap gehouden

1986 in Kamperland
1. Rob Barel 1:51.10
2. Axel Koenders 1:51.43
3. Marcel Osse 1:55.05

## Vrouwen
2022 in Rotterdam
1. Robin Dreyling 2:06.10
2. Silke de Wolde 2:06:19
3. Marit van den Berg 2:07.22

2021 in Rotterdam
1. Maya Kingma 2:01.01
2. Sarissa de Vries 2:02:47
3. Barbara de Koning 2:03.48

2019 in Veenendaal
1. Sarissa de Vries 1:59.05
2. Eva Cornelisse 2:00:55
3. Jony Heerink 2:01.57

2018 in Veenendaal
1. Jony Heerink 1:59.08
2. Sarissa de Vries 2:00:24
3. Marijke Dankelman 2:00.31

2017 in Amsterdam
1. Sarissa de Vries 2:05.51
2. Jony Heerink 2:09.24
3. Marijke Dankelman 2:11.37

2016 in Amsterdam
1. Danne Boterenbrood 2:03.31
2. Jony Heerink 2:04.53
3. Sarissa de Vries 2:05.48

2015 in Weert
1. Pien Keulstra 2:11.14
2. Sarissa de Vries 2:11.56
3. Ilona Eversdijk 2:14.00

2014 in Weert
1. Danne Boterenbrood 2:01.11
2. Sione Jongstra 2:06.29
3. Hanneke de Boer 2:07.10

2013 in Veenendaal
1. Marieke van der Vegt 2:04.02
2. Anne Zijderveld 2:04.10
3. Sione Jongstra 2:05.00

2012 in Veenendaal
1. Danne Boterenbrood 2:04.52
2. Ilona Eversdijk 2:11.31
3. Jasmijn van der Burg 2:12.57

2011 in Amsterdam
1. Danne Boterenbrood 2:12.22
2. Rina Zijgers 2:16.21
3. Anne Zijderveld 2:16.46

2010 in Holten
1. Maaike Caelers 2:03.41
2. Lisa Mensink 2:04.15
3. Neiske Becks 2:04.19

2009 in Stein
1. Brigit Cals-Berk 2:07.37
2. Danne Boterenbrood 2:08.38
3. Eva Janssen 2:12.35

2008 in Stein
1. Brigit Berk 2:10.19
2. Eva Janssen 2:12.01
3. Danne Boterenbrood 2:15.31

2007 in Stein
1. Brigit Berk 2:05.43
2. Lisa Mensink 2:07.46
3. Eva Janssen 2:09.19

2006 in Stein
1. Brigit Berk 2:08.45
2. Jenette Tolhoek 2:11.33
3. Danne Boterenbrood 2:11.46

2005 in Stein
1. Tanya de Boer 2:23.29
2. Brigit Berk 2:24.27
3. Danne Boterenbrood 2:24.55

2004 in Zundert
1. Wieke Hoogzaad 2:01.34
2. Tracy Looze 2:05.11
3. Ingrid van Lubek 2:06.47

2003 in Zundert
1. Wendy de Boer 2:06.55
2. Jenette Tolhoek 2:07.31
3. Tanya de Boer 2:12.03

2002 in Zundert 2:00.04
1. Ingrid van Lubek 2:01.24
2. Silvia Pepels 2:02.17
3. Wendy de Boer

2001 in Holten
1. Wieke Hoogzaad 1:49.20
2. Wendy de Boer 2:08.34
3. Jenette Tolhoek-Van Dalen 2:09.30

2000 in Holten
1. Silvia Pepels 2:07.15
2. Irma Heeren 2:07.51
3. Jenette Tolhoek-Van Dalen 2:09.26

1999 in Holten
1. Ingrid van Lubek 2:03.05
2. Luciënne Groenendijk 2:03.47
3. Silvia Pepels 2:05.54

1998 in Roermond
1. Ingrid van Lubek 1:59.24
2. Luciënne Groenendijk 1:59.44
3. Marijke Zeekant 2:02.48

1997 in Roermond
1. Ingrid van Lubek 1:56.30
2. Wieke Hoogzaad 1:56.37
3. Luciënne Groenendijk 1:57.35

1996 in Roermond
1. Christine de Wit 2:02.53
2. Ingrid van Lubek 2:02.58
3. Luciënne Groenendijk 2:03.01

1995 in Nuenen
1. Christine de Wit 2:08.35
2. Jacqueline van Vliet 2:10.59
3. Marijke Zeekant 2:11.19

1994 in Asten
1. Irma Heeren 2:00.00
2. Jacqueline van Vliet 2:02.00
3. Christine de Wit 2:02.43

1993 in Ammerstol
1. Irma Heeren 1:56.13
2. Jacqueline van Vliet 1:59.12
3. Luciënne Groenendijk 1:59.47

1992 in Oisterwijk
1. Thea Sybesma 2:00.10
2. Luciënne Groenendijk 2:03.07
3. Ada van Zwieten 2:03.39

1991 in Dirksland
1. Katinka Wiltenburg 2:01.46
2. Franka Jansen 2:03.44
3. Luciënne Groenendijk 2:04.45

1990 in Veenendaal
1. Thea Sybesma 2:03.04
2. Katinka Wiltenburg 2:08.34
3. Ada van Zwieten 2:09.48

1989 in Spierdijk
1. Thea Sybesma 2:15.25
2. Irma Zwartkruis 2:17.53
3. Ada van Zwieten 2:18.42

1988 in Laren
1. Irma Zwartkruis 2:08.39
2. Ada van Zwieten 2:11.23
3. Thea Sybesma 2:12.01

1987
- Geen kampioenschap gehouden

1986 in Kamperland
1. Irma Zwartkruis 2:09.34
2. Marjan Kiep 2:18.26
3. Jacqueline van Zoest 2:18.52